# Säkulare Flüchtlingshilfe
Die Säkulare Flüchtlingshilfe e. V. ist ein deutscher Verein, der sich für religiös Verfolgte (z. B. nach Apostasie) und für religionsfreie Flüchtlinge einsetzt. Der Verein (englischer Name: Atheist Refugee Relief) wurde 2017 in Köln als Migrantenselbstorganisation gegründet. Weitere Gruppen und Vereine entstanden in München (2019), Österreich (2019), Hamburg (2019) und in der Schweiz (2020). Mitgründerin und erste Vereinsvorsitzende war Rana Ahmad.

## Geschichte
Der Verein „Säkulare Flüchtlingshilfe e.V.“ (englischer Name: „Atheist Refugee Relief“) wurde im Jahr 2017 in Köln gegründet und im Rahmen der Feierlichkeiten zum zehnjährigen Jubiläum des Zentralrats der Ex-Muslime am 17. November 2017 der Öffentlichkeit vorgestellt. Der Verein geht auf ehrenamtliche, informelle Initiativen der humanitären Hilfe und der Flüchtlingshilfe in der säkularen Szene zurück. Er erhielt von der Giordano-Bruno-Stiftung eine Anschubfinanzierung in Höhe von 10.000 Euro.
Die Flucht von Rana Ahmad aus Saudi-Arabien nach Deutschland im Herbst 2015 gilt als die Gründungsgeschichte des Vereins. Ahmad schrieb darüber ein Buch „Frauen dürfen hier nicht träumen“, das im Jahr 2018 die Top 10 der Spiegel-Bestsellerliste erreichte und den Menschenrechts-Anliegen der Säkularen Flüchtlingshilfe breite Aufmerksamkeit verschaffte. Später sagte sie über die öffentliche Resonanz: „Offensichtlich hat es die Leute erstaunt, dass eine junge Frau in Saudi-Arabien heimlich Darwin, Dawkins und Nietzsche liest und dadurch zur Atheistin wird. Die deutsche Öffentlichkeit hat leider noch immer ein falsches Bild von den Menschen, die aus islamischen Ländern nach Deutschland fliehen. Viele von ihnen sind keineswegs strengreligiös, sondern haben – wie ich – eine besonders starke Abneigung gegen jede Form religiöser Bevormundung. Sie wollen einfach nur in Freiheit leben und ihren Beitrag zu einer funktionierenden Gesellschaft leisten.“

## Ziele und Selbstverständnis
Der Verein gilt als Migrantenselbstorganisation und möchte nach eigenen Angaben religiös Verfolgte (z. B. nach Apostasie) und religionsfreie Flüchtlinge durch praktische Hilfsangebote unterstützen und ihre Lebenssituation durch politische Arbeit verbessern. Der Verein sieht sich in der Tradition des evolutionären Humanismus und der Aufklärung. Laut Webseite tritt er für Toleranz und Gewaltverzicht zwischen den Kulturen und den Weltanschauungsgruppen ein – unabhängig davon ob sie religiös oder religionsfrei sind. Das Leitbild des Vereins basiert auf der freiheitlich-demokratischen Grundordnung, der humanistischen Amsterdam-Deklaration und den Grundprinzipien der offenen Gesellschaft, nämlich Liberalität (Orientierung am Ideal der Freiheit), Egalität (Orientierung am Ideal der Gleichheit), Individualität (Orientierung am Einzelnen statt am Kollektiv) und Säkularität (Orientierung an weltlichen Formen der Normbegründung).

## Politische Forderungen
Der Verein wendet sich mit folgenden politischen Forderungen an die deutsche Politik (Auswahl):
- „Wirksamer staatlicher Schutz der religiös Verfolgten und religionsfreien Flüchtlinge in Deutschland, und zwar nicht nur vor staatlichen Repressionen und Bedrohungen durch die Regierungen ihrer Herkunftsländer (z.B. Iran, Saudi-Arabien), sondern auch vor Milizen, Familien- und Clanmitgliedern. Der deutsche Staat kann u.a. die Residenzpflicht oder Wohnsitzauflagen zum Schutz vor Verfolgung aufheben und die Prozesse beim Datenschutz und dem Schutz der Privatsphäre verbessern, die Polizei- und Sicherheitsbehörden für ausländische Täternetzwerke in Deutschland sensibilisieren, diplomatische Maßnahmen ergreifen und Ausweisungen und Einreisesperren veranlassen.“
- „Schulung von VerwaltungsmitarbeiterInnen, v.a. in Kommunen und im Bundesamt für Migration und Flüchtlinge (BAMF) hinsichtlich des besonderen Schutzbedürfnisses.“
- „Psychologische und medizinische Behandlungsangebote, die speziell auf die Minderung der Folgen der psychischen und physischen Misshandlungen ausgerichtet sind (z.B. nach Körperstrafen, Folter, Gefängnisaufenthalt, Hausarrest, Entführung, Erpressung, Nötigung, Vergewaltigung, sexuellem Kindesmissbrauch, Genitalverstümmelung).“
- „Beteiligung an Konsultations- und Umsetzungsprozessen der deutschen Außenpolitik, Entwicklungspolitik, auswärtigen Kulturpolitik und Menschenrechtspolitik mit gleicher Anerkennung, gleichen Rechten und gleichen Einflussmöglichkeiten wie religiöse Organisationen.“
- „Verbesserung der Ziele, Strukturen und Instrumente der internationalen Zusammenarbeit von Deutschland und der Europäischen Union bei der Prävention und Nachbearbeitung von religiösen Ursachen, die zu Verfolgung und Flucht führen.“
- „Politische Unterstützung bei der Aufarbeitung von Menschenrechtsverletzungen in den Herkunftsländern, insbesondere in Fällen staatlich getragener Verfolgung und z.B. bei der Klärung von Staats- und Organisationshaftung, Sammelklagen, Entschädigungszahlungen und Verfahren vor dem Internationalem Strafgerichtshof.“

Aus der Politik äußerten sich zu den Anliegen des Vereins u. a. Bärbel Kofler (SPD), Menschenrechtsbeauftragte der Bundesregierung; Michael Blume, Landesbeauftragter gegen Antisemitismus im Staatsministerium Baden-Württemberg; Doris Schröder-Köpf (SPD), Landesbeauftragte für Migration und Teilhabe des Landes Niedersachsen und Serap Güler (CDU), NRW-Integrationsstaatssekretärin.

## Leitung und Organisation
Der Vorstand besteht aus Dustin Altermann, Yahya Ekhou und Paul Franke. Frühere Vorstandsmitglieder waren Rana Ahmad, Mahmudul Haque Munshi, Hisham Nofal und Stefan Paintner. Die Arbeit erfolgt ehrenamtlich und ohne angestelltes Personal.
Aus den Herkunftsländern treten in der Öffentlichkeit folgende Mitglieder und Unterstützer auf:
- Bangladesch: Mahmudul Haque Munshi[15]
- Irak: Amed Sherwan[16], Worood Zuhair[17]
- Iran: Mina Ahadi[18], Mohamad Hosein Tavasolli[19], Farid Mahnad[20]
- Mauretanien: Yahya Ekhou[21]
- Pakistan: Alia Khannum[22]
- Saudi-Arabien: Rana Ahmad, Loujain Sultan[23]

Folgende Personen des öffentlichen Lebens sind als Unterstützer aufgetreten:
- Hamed Abdel-Samad[24]
- Lale Akgün[25]
- Michael Schmidt-Salomon[26]
- Günter Wallraff[27]

## Aktivitäten
Der Verein bietet Betroffenen praktische Hilfe bei ihren Kontakten mit Behörden, Ärzten und Rechtsanwälten, und begleitet sie bei der Aufnahme von Sprach- und Integrationskursen. Darüber hinaus unterstützt er sie bei der Teilnahme an Veranstaltungen und bei Auftritten in Presse, Funk und Fernsehen, um über die Situation in den Herkunftsgesellschaften aufzuklären. Der Verein steht in regelmäßigem Austausch mit Politikern und Vertretern von Ministerien und Behörden.

### Informationen zu Herkunftsstaaten
Der Verein informiert auf seiner Webseite, dass in 12 Ländern (Afghanistan, Iran, Jemen, Katar, Malaysia, Malediven, Mauretanien, Nigeria, Saudi-Arabien, Somalia, Sudan und Vereinigte Arabische Emirate) Apostasie mit dem Tod bestraft werden könne. Pakistan habe keine Todesstrafe für Apostasie, aber für Blasphemie, und die Schwelle für Blasphemie könne sehr niedrig sein. Das „Verbrechen“, eine Religion zu kritisieren, würde nicht immer „Blasphemie“ oder „blasphemische Verleumdung“ genannt; einige Länder verböten „Diffamierung der Religion“; manchmal sei es unter Hassrede-Gesetzen erfasst, in denen „Verletzung religiöser Gefühle“ oder „Beleidigung der Religion“ benannt sei. Von den Ländern mit Blasphemie-Beschränkungen sehen 43 Länder eine Gefängnisstrafe vor.

### Kooperationen in Deutschland
Der Verein hat bislang gemeinsame Aktivitäten durchgeführt mit:
- Giordano-Bruno-Stiftung
- Internationaler Bund der Konfessionslosen und Atheisten (IBKA)
- Bund für Geistesfreiheit Bayern
- Richard Dawkins Foundation for Reason & Science
- Volkshochschule Köln (VHS Köln)
- Zentralrat der Ex-Muslime in Deutschland

### Kooperationen im Ausland
Auf verschiedenen Wegen leistet der Verein humanitäre Soforthilfe bei akuten Krisen von einzelnen Personen und Gruppen.
Im Juli 2019 gab der Verein eine Kooperation mit Humanist Global Charity (ehemals Brighter Brains Institute, USA) bekannt. Hierüber sollen in den Herkunftsländern humanistisch orientierte Hilfszentren, Schulen, Kindergärten und Krankenhäuser unterstützt werden.

### Politische Arbeit
Im Juni 2019 berichtete der Vereinsvorstand mit Vertretern der Europäischen Humanistischen Föderation dem Europäischen Unterstützungsbüro für Asylfragen (European Asylum Support Office, EASO) und weiteren Teilnehmern auf einer Veranstaltung im EU-Parlament über das gestiegene Schutzbedürfnis religionsfreier Flüchtlinge in Deutschland. So sähen sich religionsfreie Flüchtlinge in Deutschland durch staatliche Repressionen der Regierungen ihrer Herkunftsländer wie auch durch Milizen, Familien- und Clanmitglieder bedroht. Konkret nannte der Verein Beschattungen durch saudische Behörden und die Aktivitäten schiitischer Milizionäre der „Al-Salam-313“. Gegen letztere waren kurz zuvor Razzien mit mehr als 500 Einsatzkräften in elf deutschen Städten durchgeführt worden. Laut NRW-Innenministerium bestehe bei „Al-Salam-313“ der Verdacht auf politisch und religiös motivierte Straftaten in Deutschland. Die ARD berichtete anschließend, dass „ganz offensichtlich“ Flüchtlinge, Journalisten und Blogger in Deutschland eingeschüchtert würden, die sich kritisch mit den schiitischen Milizen auseinandersetzen.

## Verbreitung
Der Verein unterstützt an anderen Orten, an denen Betroffenen leben, die Gründung von Gruppen und rechtlich eigenständigen Vereinen der Säkularen Flüchtlingshilfe. Es gibt derzeit folgende Hilfsangebote (Reihenfolge nach dem Zeitpunkt der Bekanntmachung):
- 11. April 2019 in München: Gruppe im Umfeld des Bundes für Geistesfreiheit München (bfg München)[33]
- 2. Mai 2019 in Österreich: Gruppe im Umfeld des Vereins evo[34]
- 10. Dezember 2019 in Hamburg: Gruppe im Umfeld des Säkularen Forums Hamburg[35]
- 13. März 2020 in der Schweiz: Projekt secular-refugees.ch der Freidenker-Vereinigung der Schweiz

## Medienberichterstattung
Die Säkulare Flüchtlingshilfe ist regelmäßig Gegenstand der Berichterstattung. In zeitlicher Reihenfolge (Auswahl):
- Frankfurter Allgemeine Zeitung (16. Juni 2016) Flucht vor der Religion[36]
- Deutsche Welle TV Arabisch (15. August 2016) Saudi-born atheist Rana Ahmad: my family or the state would have killed me if I hadn't fled; the hijab robbed me of my childhood via Middle East Media Research Institute[37]
- Bild (21. August 2016) Rana hielt das Leben unter dem Nikab nicht mehr aus. So befreite ich mich aus dem Käfig aus Stoff[38]
- hpd (24. Oktober 2016) Heldenmütige Atheisten unter uns. Flucht vor Religion[39]
- hpd (17. Januar 2018) Rana Ahmad: „Frauen dürfen hier nicht träumen“[40]
- Badische Zeitung (5. März 2018) Rana Ahmad: „Ich liebe Deutschland“[41]
- Deutschlandfunk (10. Oktober 2018) Asylpolitik. Flucht vor Allah[42]
- Deutsche Welle (19. Februar 2019) Bedrohte saudische Frauen in Deutschland: „Wir werden dich kriegen“[43]
- ZDF (27. Februar 2019) Von Saudi-Arabien nach Köln-Warum Rana Ahmad aus ihrer Heimat floh[44]
- Bayerischer Rundfunk (26. April 2019) Unglaube als Asylgrund? Die Säkulare Flüchtlingshilfe in Bayern[45]
- Achgut (18. September 2019) Rettung für atheistische Flüchtlinge[46]
- Welt (27. September 2019) Flucht aus islamischen Ländern. Asylgrund Atheismus?[47]
- ZDF Frontal 21 (31. März 2020) Geflohene Frauen aus Saudi-Arabien – Angst vor Verfolgung in Deutschland[48]

## Varia
- Die erste Vereinsvorsitzende Rana Ahmad kam im Herbst 2015 über die Balkanroute nach Deutschland. Zuvor war sie mehrmals bei dem Versuch gescheitert, ein Schengenvisum zu bekommen. Die Schleusung mit dem Boot nach Griechenland gelang ihr beim dritten Versuch.[49]
- Einige der Mitglieder und Unterstützer des Vereins befinden sich in einer besonderen Bedrohungslage. Die Deutsche Welle zitiert Vorstand Mahmudul Haque Munshi in dem Beitrag „Atheismus ist lebensgefährlich“ (2018) mit der Aussage: „Neulich habe ich auf meiner Facebook-Seite an einem einzigen Tag 4500 Todesdrohungen bekommen.“ Sein Name stehe auf einer sogenannten „Global Hit List“, auf der die Namen von geflüchteten Bengalen im Ausland verzeichnet sind, die umgebracht werden sollen.[50]
- Auf die Frage, woher sie ihre Kraft und ihren Mut nehme, sagte Rana Ahmad im Deutschlandfunk: „Ich hatte so lange so viel Angst, bis alles in mir zerbrochen ist. Jetzt habe ich keine Angst mehr. Vor nichts.“[51]
- Rana Ahmad war vor ihrer Flucht eine von Millionen Lesern in islamischen Staaten, die Richard Dawkins „Der Gotteswahn“, nur heimlich in einer inoffiziell übersetzten Fassung aus dem Internet herunterladen konnten. Nach ihrer Flucht und der Gründung der Säkularen Flüchtlingshilfe traf sie am 12. November 2018 Richard Dawkins in Berlin und wurde von ihm interviewt. Das Video wurde auf YouTube über 500.000 Mal (Stand Juni 2022) angesehen.[52] Heute arbeitet sie für die Richard Dawkins Foundation für Vernunft & Wissenschaft.[53] Die Stiftung hat nun ein Übersetzungsprojekt[54] eingerichtet, mit dem professionell übersetzte Versionen von wegweisenden Büchern über Wissenschaft und Natur kostenlos auf Arabisch, Urdu, Persisch und Indonesisch im Internet angeboten werden.[55]